# 존 해즈브룩 밴블렉

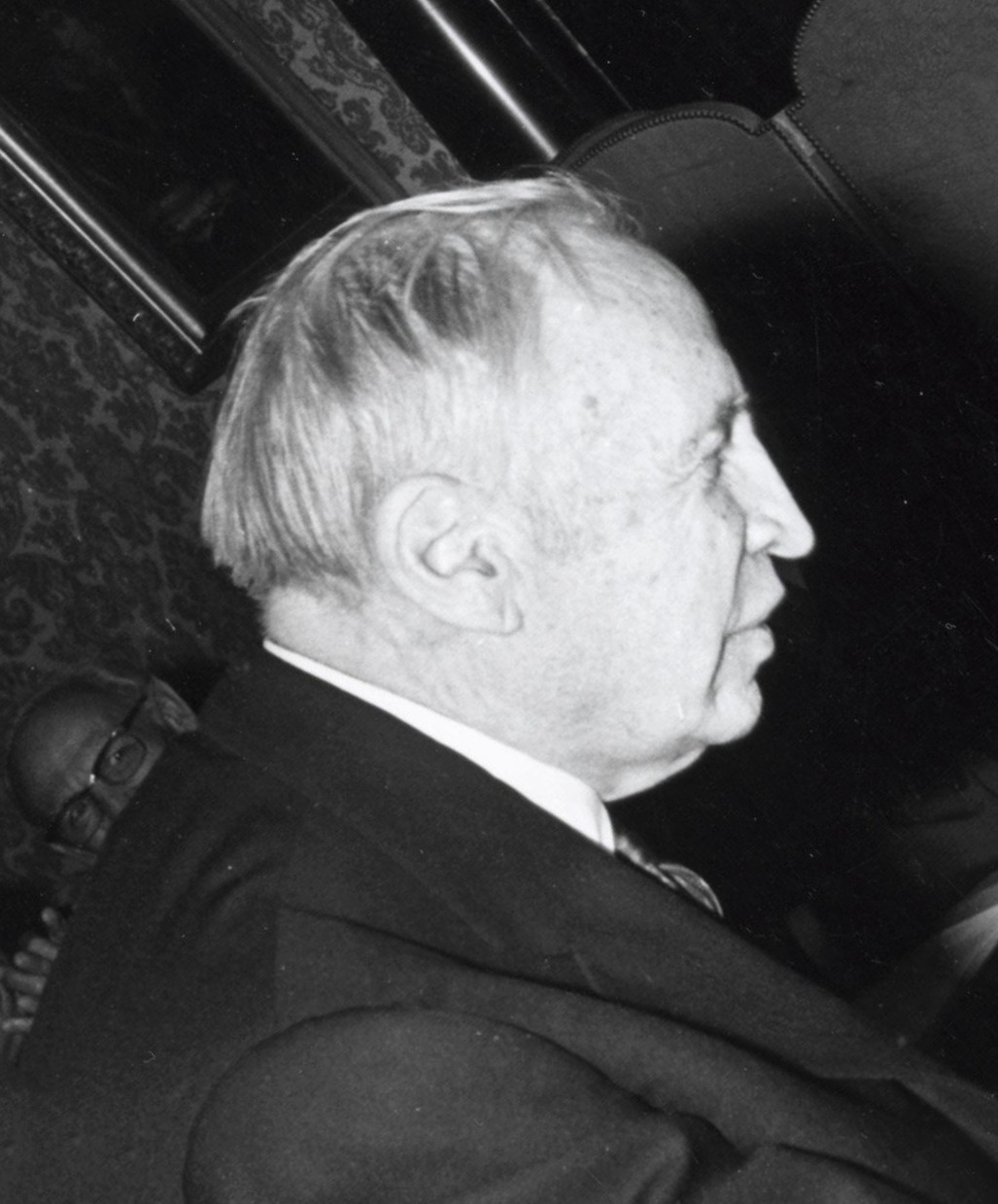
존 해즈브룩 밴블렉

존 해즈브룩 밴블렉(John Hasbrouck Van Vleck, 1899년 3월 13일 - 1980년 10월 27일)은 자기력을 갖는 고체에서의 전자의 특성에 대한 연구로 1977년에 노벨 물리학상을 받은 미국의 물리학자이자 수학자이다.

## 생애와 업적
그는 코네티컷주의 미들타운에서 출생해 위스콘신주의 매디슨에서 자랐고, 위스콘신 대학교 매디슨에서 1920년에 학사 학위를 받았다. 그리고 하버드 대학교 대학원에서 물리학 박사 학위를 받은 후 1923년부터 미네소타 대학교에서 조교수로 일하다가 위스콘신 대학교 매디슨으로 이직했다. 1936년에는 웨슬리언 대학교에서 명예 박사 학위를 수여받았다.
그는 자기 양자론과 결정 전기장 이론의 기초를 닦았다. 이로 인해 그는 근대 자기학의 아버지로 불린다

.제 2차 세계 대전 기간 동안 그는 MIT 원자력 연구소에서 레이다 관련 일을 했다. 그 곳에서 그는 거의 경력 전체 중 절반을 보냈으며 나머지는 하버드 대학교에서 임원으로 있었다. 그는 대기권에 존재하는 파장이 1.25 센티미터인 물 분자에 의해 간섭 현상이 일어나고, 이와 비슷한 간섭 현상은 파장이 0.5 센티미터인 산소 분자에 의해서도 일어난다는 사실을 규명했다

. 이것은 군사적으로 중요한 것이었을 뿐 아니라 이후의 민간 전파 천문학의 발전에도 중요하게 공헌했다.
그는 맨해튼 계획에도 참여했다. 1942년 6월, 로버트 오펜하이머는 캘리포니아 대학교 버클리에서 핵무기의 개념과 실현 가능성에 대해 강연을 했는데 이 강연에 그를 포함한 여덟 명의 이론 과학자가 참여했다. 그 해 7월부터 9월까지 그들 이론 연구팀은 원자 폭탄 설계 원리를 개발해냈다

. 밴블렉 등의 이론적 업적은 로스앨러모스 연구소의 설립을 이끌어냈고, 그는 1943년에 그 연구소의 검열 위원회 위원을 맡았다.
1961년부터 1962년까지 그는 옥스퍼드 대학교에 출장 교수로 있었고,
, 이후 밸리올 칼리지의 교수 직을 맡았다. 그는 1966년에 미국 과학 훈장을 수여받았고, 1974년에는 로렌츠 메달을 수여받았다.
. 1977년에는 자기력을 갖는 고체의 전자의 특성에 대해 연구한 공로로 필립 워런 앤더슨, 네빌 프랜시스 모트 경과 노벨 물리학상을 공동 수상했다. 밴블렉 변환과 밴블렉 상자성은 그의 이름을 기려 명명된 것이다. 그는 81세의 나이로 매사추세츠주 케임브리지에서 사망했다.